# T14 AL et ex-Prusse

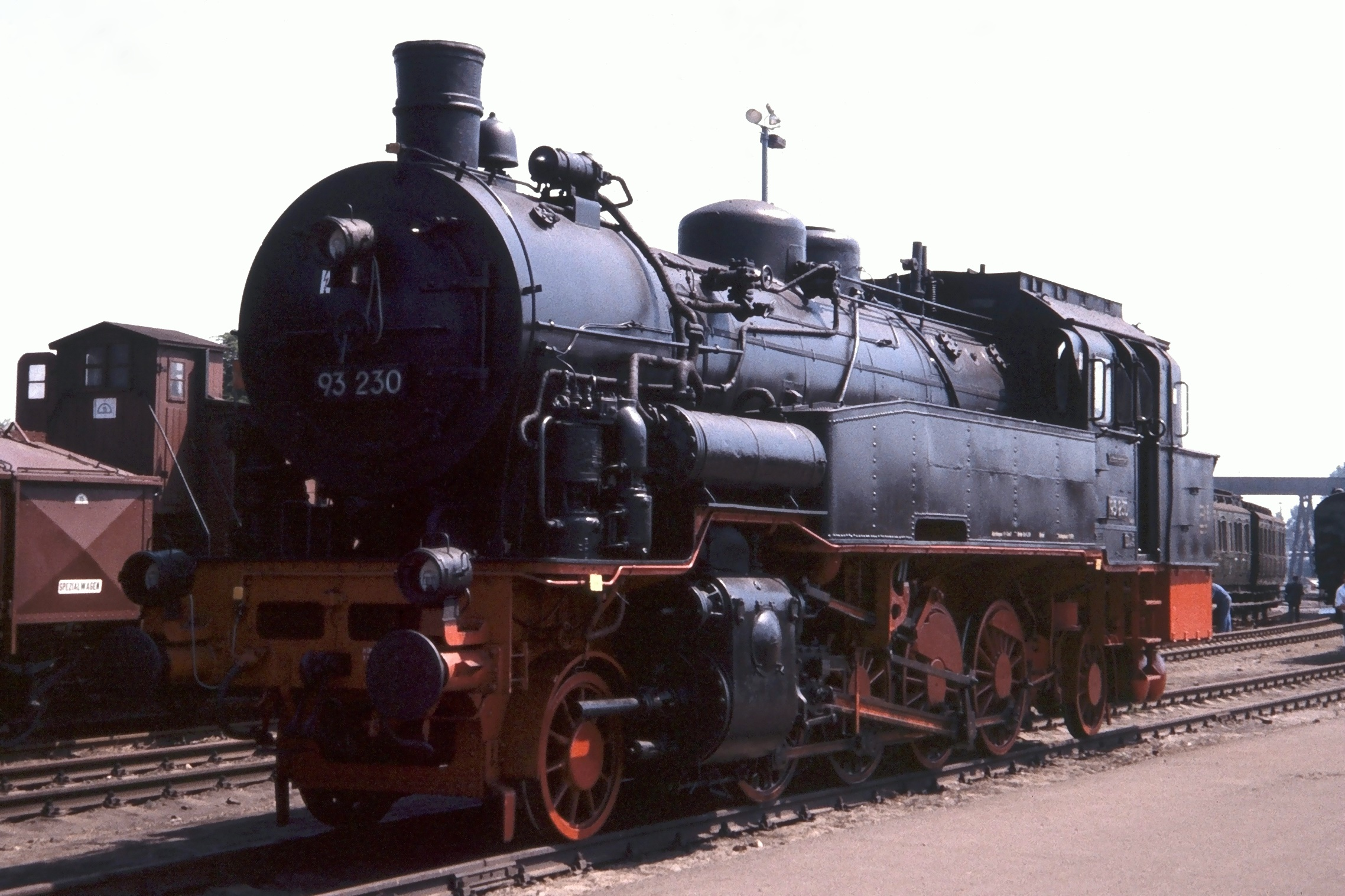
La 93 230 de la Deutsche Reichsbahn (DR), ancienne T14 prussienne au Musée du Chemin de Fer de Dresde. Cette machine est identique à celles ayant circulé en France.

Les T14 8501 à 8546 (AL), 8551 à 8556 (AL), 4651 (Est), 4656 à 4682 (Est) et 42 901 à 42 923 (État) sont des locomotives à vapeur de disposition d'essieu : 141 d'origine prussienne. Sortant de l'école prussienne de Garbe elles avaient été étudiées pour la remorque de trains de minerai de fer ou de houille entre les sites d'exploitation et les gares de regroupement. Ces locomotives-tender regroupées sur la région Est après 1945 eurent plusieurs origines.

## Utilisation et services

### En France

#### T14 8501 à 8546 (AL)
Quarante machines ont été construites par divers constructeurs à partir de 1915 et jusqu'en 1917 pour le réseau des chemins de fer impériaux d'Alsace-Lorraine (EL). Elles participèrent dans un premier temps à l'effort de guerre de l'Allemagne dont les besoins en minerai de fer lorrain étaient importants en tractant de lourds trains de minerai sur de courtes distances.
Après la création du réseau ferroviaire d'Alsace-Lorraine (AL), si leur territoire de prédilection resta la Lorraine avec les dépôts de Metz, Sarreguemines et Thionville, certaines furent affectées en Alsace aux dépôts de Hausbergen et Mulhouse. Elles assuraient alors, en plus de leur fonction primaire, des manœuvres de triage, voire des trains de marchandises et pour les machines de Metz, Mulhouse et Thionville des dessertes voyageurs locales.
La provenance de l'ensemble de la série est variée :
- il y eut trente-six des quarante machines (numéros 8501 à 8540) qui ont été construites pour l'EL ; six autres, les numéros 8511, 8518, 8528 à 8530 et 8537, restèrent en Allemagne et furent plus tard incorporées par la DRG dans sa série 93.0-4 sous les numéros 93 094, 93 188 à 191, et 93 237[1].
- il y eut deux machines prussiennes, numéros 8541 et 8542 (ex 8537 et 8520 des Chemins de fer royaux de Prusse (KPEV) ) qui furent attribuées à l'AL par le biais des prestations d'armistice.
- et il y eut quatre autres machines prussiennes saisies en Alsace qui furent numérotées 8543 à 8546 (ex 8509, 8510, 8512 et 8518 ).

En 1938, à la création de la SNCF, elles furent immatriculées 1-141 TA 501 à 546. Plusieurs machines furent détachées sur le réseau ferroviaire de la Société royale grand-ducale des chemins de fer Guillaume-Luxembourg avec en 1939 les : 1-141 TA 501, 505, 522, 524, 525, 531, 536, 542 et 543.

#### T14 8551 à 8556 (AL)
Ces six locomotives provenaient de la Compagnie des chemins de fer de l'État et furent versées à l'AL entre 1930 et 1934. Elles furent attribuées à l'État par le biais des prestations d'armistice de 1918 avec les numéros 42 903, 42 906, 42 908, 42 918, 42 919 et 42 921. En 1938 elles furent immatriculées 1-141 TA 551 à 556.

#### T14 4651 (Est)
Cette machine fut attribuée à la Compagnie des chemins de fer de l'Est par le biais des prestations d'armistice de 1918 avec l'immatriculation série 11 s numéro 4651. Il s'agissait d'une machine prototype destinée au métro de Berlin et dotée de trois cylindres au lieu de deux comme toutes les autres T14. De plus son apparence était très différente mais ses possibilités de traction était les mêmes ce qui la fit classer dans la même série que les autres T14 de l'Est. Son dépôt fut Longuyon. En 1938 elle fut immatriculée 1-141 TA 651 sans vraiment faire de service car elle fut radiée peu après en ayant servi de générateur d'eau chaude.

#### T14 4656 à 4682 (Est)
Ces machines furent attribuées à la Compagnie des chemins de fer de l'Est par le biais des prestations d'armistice de 1918. Elles furent classées série 11 s numéros 4656 à 4682. Dans ce lot une machine faisait exception, la 4682, en étant dotée de bissels contrairement à toutes les autres T14. Leurs dépôts furent : Amagne, Audun-le-Roman, Bar-le-Duc, Blainville, Conflans-Jarny, Lérouville, Lumes, Noisy-le-Sec, Pagny-sur-Meuse et Toul. En 1938 elles furent immatriculées 1-141 TA 656 à 682.

#### T14 42 901 à 42 923 (État)
Ces machines furent attribuées à la Compagnie des chemins de fer de l'État par le biais des prestations d'armistice de 1918. Dans ce lot une machine, la 42 902, faisait encore exception en ayant une cabine sans le lanterneau de toiture. Dix machines furent équipées de bielles allégées dans le but de relever leur vitesse de 65 km/h à 80 km/h pour le service de petite banlieue sur la ligne Paris - Argenteuil. Il s'agissait des 42 906, 42 908, 42 909, 42 910, 42 911, 42 914, 42 916, 42 918, 42 919 et 42 922. De plus les machines 42 909, 42 910, 42 911, 42 914, 42 916 et 42 922 furent équipées de la réversibilité. Ce fut le seul cas connu de l'utilisation de ces machines pour un service de trains voyageurs réguliers. En 1938 les vingt-et-une survivantes furent immatriculées 3-141 TA entre 901 et 923 puis, à la suite de leur mutation sur la région Est en 1945 elles prirent l'immatriculation 1-141 TA entre 301 et 323.

#### Société Métallurgique de Normandie
Cette société acheta à la Compagnie des chemins de fer de l'État les machines 42 915 et 42 920 pour sa ligne privée longue d'une trentaine de kilomètres reliant l'usine sidérurgique de Mondeville à la mine de Soumont en 1937. En 1949 elle renouvela l'opération à la suite des bons résultats avec les 1-141 TA 524, 532 et 556 (ex AL) et la 1-141 TA 305 (ex État). Ces six machines reçurent les numéros 915 à 920. La fin de ces machines intervient, avec la diéselisation, entre 1955 avec la 918 et 1958 avec les 915, 917 et 920.

## Description
Ces Mikado disposaient d'un moteur à deux cylindres et à simple expansion. La distribution était du type « Heusinger ». Le foyer était un foyer de type « Crampton ». L'échappement était fixe du type « Allemand ». Les essieux porteur avait un déplacement latéral de + ou - 30 mm sauf pour une machine qui était équipée de bissels. Les soutes à eau étaient en trois positions avec deux latérales et une entre les longerons.
Conséquence de la Seconde Guerre mondiale, un certain nombre de locomotives furent dispersées en Europe orientale : trois d'entre elles furent récupérées par la DR (chemins de fer de l'Allemagne de l'Est) et une par les PKP (chemins de fer polonais) et immatriculée Tkt2-2. Au total les 141 TA 520, 526, 553, 554, 664 et 665 furent considérées comme perdues. De plus certaines machines rentrèrent en France en si piteux état qu'elles furent radiées de suite : 141 TA 323, 521, 533, 534, 555 et 671.
Huit locomotives ont été cédées aux CFL et incorporées dans la série 43. En France, la dernière machine, la 1-141 TA 314 de Belfort, éteignit ses feux en 1958.

### Caractéristiques
- Pression de la chaudière : 12 kg/cm2 et 15 kg/cm2 pour la 4651
- Diamètre des cylindres : 600 mm et 490 mm pour la 4651
- Diamètre des roues motrices : 1 350 mm
- Diamètre des roues du bissel : 1 000 mm
- Capacité des soutes à eau : 11 m3
- Capacité de la soute à charbon : 4 t
- Masse en ordre de marche : 94,4 t
- Masse adhérente : 63 t
- Longueur hors tout : 13,8 m
- Vitesse maxi en service : 65 km/h

## Modélisme
La 1-141 TA 317 a été reproduite à l'échelle 1/87 par Piko.